# 爱你们的希尔德
爱你们的希尔德（德語：In Liebe, Eure Hilde）是2024年上映的一部德国传记片，主角是和丈夫汉斯·科皮一起参加反纳粹抵抗组织红色交响乐队的希尔德·科皮。本片由安卓·爵森导演，由丽芙·丽莎·弗里斯饰演希尔德·科皮，约翰内斯·黑格曼（Johannes Hegemann）饰演汉斯·科皮。
该片入选了于2024年2月15至25日期间举办的第74屆柏林影展的竞赛单元，2月17日，该片在柏林电影节宫（Berlinale Palast）首映，並參與角逐金熊奖。